# 常染色体劣性多発性嚢胞腎

ARPKD は常染色体劣性遺伝形式をとる

常染色体劣性多発性嚢胞腎（じょうせんしょくたいれっせいたはつせいのうほうじん、英: autosomal recessive polycystic kidney disease, ARPKD）は、腎疾患のひとつ。
多発性嚢胞腎の1タイプであり、新生児にみられ羊水過少による肺低形成などを伴いポッター症候群のⅠ型に分類される。

## 概要
多発性嚢胞腎（PKD）の一つであり、常染色体劣性遺伝により起こり、集合管由来の2 mm以内の微細な嚢胞が放射線状に多発する。頻度は10000人から40000人に一人、出生前から新生児期にみられる。
新生児に見られるため、多発性嚢胞腎の幼児型と呼ばれる。

## 原因
原因遺伝子はPKHD1 (6番染色体短腕)。

## 治療
有効な治療はなく、対症療法となる。